# Shimomura Sadamu
Shimomura Sadamu (下村 定 (Hạ-Thôn Định)) 23 tháng 9 năm 1887 - 25 tháng 3 năm 1968, là một Đại tướng của Lục quân Đế quốc Nhật Bản và Bộ trưởng Bộ Chiến tranh cuối cùng của Đế quốc Nhật Bản.

## Tiểu sử
Shimomura xuất thân từ tỉnh Kochi, Nhật Bản, tốt nghiệp khóa 22 Trường Sĩ quan Lục quân (Đế quốc Nhật Bản) năm 1908. Bạn học của ông gồm Hoàng tử Asaka, Hoàng tử Naruhiko Higashikuni, Hoàng tử Naruhisa Kitashirakawa, Ushijima Mitsuru, Kimura Heitarō, Sakai Takashi, và SIida hōjirō. Năm 1916 ông tốt nghiệp khóa 28 Đại học Lục quân (Đế quốc Nhật Bản). Sau khi phục vụ ở một số vị trí hình chính trong Tổng tham mưu Quân đội Đế quốc Nhật Bản, Shimomura được gửi tới Pháp với vai trò là Quan sát viên quân sự năm 1919. Ông trở về phòng chiến lược và kế hoạch của Tổng tham mưu năm 1921. Ông nằm trong phái đoàn Hải quân Nhật đến Hội nghị Geneva để đàm phán từ năm 1928 đến năm 1929 và năm 1931. Từ năm 1933 đến năm 1935, ông chỉ huy Trung đoàn Pháo binh hạng nặng 1 IJA. Năm 1935, Shimomura được gửi đến gia nhập vào đạo quân Quan Đông và thăng chức Thiếu tướng năm 1936. Ông trở về lại làm Tổng tham mưu trưởng của Cục 4 từ năm 1936 đến năm 1937 và của Cục 1 từ năm 1937 đến năm 1938. Ông đề xướng một kế hoạch tấn công mạnh mẽ hơn vào Quốc Dân Đảng ở Thượng Hải và kế hoạch của ông đã ảnh hưởng tới quyết định của Tổng tham mưu Nhật Bản, cho phép đổ bộ Quân đoàn 10 Nhật Bản khi bắt đầu trận Thương Hải.
Shimomura được thăng chức Trung tướng vào năm 1939. Ông là giảng viên của trường Pháo binh vào năm 1940. Năm 1942, ông được đề cử chỉ huy Tập đoàn quân số 13 Nhật Bản đặt trụ sở ở Thượng Hải và đồn trú các tỉnh lân cận ngăn chặn việc quân Đồng Minh đổ bộ vào khu vực sông Dương Tử và khu vực phía đông Trung Quốc.
Tháng 3 năm 1944, Shimomura được triệu về Nhật Bản và trở thành thành viên của Tây bộ quân, một lực lượng sinh ra để phòng chống quân Đồng Minh tấn công Nhật Bản. Tuy nhiên vào tháng 11 năm 1944, ông trở về Trung Quốc và chỉ huy Quân đội thuộc địa miền bắc Trung Quốc.
Năm 1945, Shimomura được thăng chức Đại tướng và vào ngày 23 tháng 8 (sau khi Nhật Bản đầu hàng) được bổ nghiệm là Bộ trưởng Lục quân cuối cùng dưới nội các Higashikuni. Một trong những lý do lựa chọn ông là sự nghiệp quân sự của ông không bao giờ tham gia vào những vấn đề liên quan đến Hoa Kỳ. Shimomura cũng đồng thời là Tổng Thanh tra đào tạo cuối cùng, nhiệm vụ chính của ông là giám sát sự xuất ngũ của Quân đội Nhật Bản. Từ năm 1946 đến năm 1947, Shimomura đã bị bắt giam trong thời gian ngắn bởi các quan chức trong chính quyền chiếm đóng Mĩ, nhưng được thả ra mà không phải xét xử.
Tháng 6 năm 1959, ông được bầu vào Hạ viện SCAP. Ngày 25 tháng 3 năm 1968, Shimomura qua đời trong một tai nạn giao thông.

### Sách
- Fuller, Richard (1992). Shokan: Hirohito's Samurai. London: Arms and Armor. ISBN 1854091514.
- Shillony, Ben Ami (1981). Politics and Culture in Wartime Japan. Oxford University Press. ISBN 0198202601.

- Yamamoto, Masahiro (2000). Nanking: Anatomy of an Atrocity. London: Greenwood Publishing Company. ISBN 0275969045.

### Web
- Ammenthorp, Steen. "Shimomura Sadamu". The Generals of World War II.
- Budge, Kent. "Shimomura Sadamu". Pacific War Online Encyclopedia.
- Wendel, Marcus. "Army Ministers of State". Axis History Factbook.